# Reevesia glaucophylla
Reevesia glaucophylla är en malvaväxtart som beskrevs av Hsiang Hao Hsue. Reevesia glaucophylla ingår i släktet Reevesia och familjen malvaväxter. Inga underarter finns listade i Catalogue of Life.